# ستان توماس
ستان توماس (بالإنجليزية: Stan Thomas)‏ (5 سبتمبر 1919 في المملكة المتحدة - 1 أكتوبر 1985) هو لاعب كرة قدم بريطاني (وحمل سابقاً جنسية المملكة المتحدة لبريطانيا العظمى وأيرلندا) في مركز مهاجم داخلي. لعب مع نادي ترانمير روفرز لكرة القدم.